# John Henry Lake
John Henry Lake (ur. 27 lipca 1878 w Nowym Jorku, zm. w XX wieku) – amerykański kolarz torowy, brązowy medalista olimpijski i srebrny medalista mistrzostw świata.

## Kariera
Największe sukcesy w karierze John Henry Lake osiągnął w 1900 roku, kiedy zdobył dwa medale na międzynarodowych imprezach. Najpierw wystartował na mistrzostwach świata w Paryżu, gdzie zdobył srebrny medal w sprincie indywidualnym amatorów, ulegając jedynie Alphonse’owi Didier-Nautsowi z Belgii. Miesiąc później wystąpił na igrzyskach olimpijskich w Paryżu, zajmując trzecie miejsce w sprincie za dwoma Francuzami: Albertem Taillandierem i Fernandem Sanzem. Na igrzyskach w stolicy Francji wziął także udział w wyścigu na 25 km, ale nie ukończył rywalizacji.